# Agda Hedwall
Agda Elfrida Hedwall, född 10 augusti 1876 i Gävle, död 19 juni 1936 i Stockholm, var en svensk journalist och socialarbetare. Hon var bland annat föreståndare vid Södergården, Stockholm. Hon var nära vän med Emilia Fogelklou, och en omfattande brevväxling finns bevarad mellan de två.

## Biografi
Hedwall föddes 1876 i Gävle. Mellan 1898 och 1904 var hon medarbetare vid Gefle-Posten, där hennes far Gustaf Fredrik Hedvall var ansvarig utgivare och chefredaktör. 1905 var hon korrespondent för Aftonbladet vid världsutställningen i Liège. Hon var därefter redaktionssekreterare på Social tidskrift. Efter sin tid vid Social tidskrift var hon sekreterare på Folkbildningsförbundet och därefter vid hemgårdarna Birkagården och Södergården i Stockholm. Från 1920 var hon föreståndare vid Södergården. Via arbetet på Birkagården blev Hedwall nära vän med Emilia Fogelklou. I sin självbiografi Barhuvad skrev Fogelklou om Hedwall:
| ”                            | Mi träffade Agda Hedwall [sic!] också på vintrarna i Stockholm där hennes arbete först var på folkbildningsförbundet, sedan på ”settlementet” på Söder-gården. Men den levande bilden av henne står liksom alltid i sommarljus. Hon var en vandrerska, som brukade komma med sin ryggsäck och händerna fyllda av smultronstrån, ögonljus, mossor eller kvistar – allt lika utsökt som självfallet ordnat. | „ |
| – Emilia Fogelklou, Barhuvad | |   |

Hedwall kom även i kontakt med Fogelstadsgruppen och hon samarbetade med gruppen bland annat genom att skicka fabriksarbeterskor vid Tobaksmonopolet, som finansierade stora delar av Södergården, till Kvinnliga medborgarskolan vid Fogelstad. Hedwall introducerade även systern Eivor Fisher till gruppen. Systrarna är begravda på Norra begravningsplatsen utanför Stockholm.